# Ponte di Gediminas
Il ponte di Gediminas (in lituano Gedimino tiltas) è un ponte situato a Kupiškis, in Lituania. Il ponte attraversa il fiume Kupa ed è uno degli otto ponti situati entro i confini del comune di Kupiškis. Il ponte deve il nome alla strada che lo attraversa. Il nome si ispira a Gediminas (1275 circa-1341) che fu granduca di Lituania dal 1315 o 1316 fino alla sua morte.